# Saison 5 de The Mindy Project
Chronologie
Saison 4 Saison 6
Cet article présente les épisodes de la cinquième saison de la série télévisée américaine The Mindy Project.

## Généralités
- Aux États-Unis, cette saison a été diffusée du 4 octobre 2016 au 28 mars 2017 sur Hulu ;
- Au Canada, la saison a été diffusée du 27 octobre au 30 mars 2017 sur Citytv.

## Distribution

### Acteurs principaux
- Mindy Kaling (VF : Audrey Sablé) : Dr Mindy Lahiri
- Ed Weeks (en) (VF : Stéphane Pouplard) : Dr Jeremy Reed
- Ike Barinholtz (VF : Serge Faliu) : Morgan Tookers
- Beth Grant (VF : Françoise Pavy) : Beverly Janoszewski
- Xosha Roquemore (VF : Fily Keita) : Tamra Webb
- Fortune Feimster (VF : Chantal Baroin) : Colette Kimball-Kinney

### Acteurs récurrents et invités
- Chris Messina (VF : Xavier Fagnon) : Dr Danny Castellano
- Garrett Dillahunt (VF : Vincent Ropion) : Dr Jody Kimball-Kinney
- Bryan Greenberg (VF : Laurent Morteau) : Ben[1]
- Rebecca Rittenhouse (VF : Pascale Chemin) : Dr Anna Ziev[1]
- Tipper Newton (VF : Valérie Nosrée) : Karen
- Kimrie Lewis-Davis (en) : Patricia[2] (épisodes 9 et 10)
- Jack Davenport : Leland Breakfast[3] (épisode 5)
- Casey Wilson (VF : Delphine Braillon) : Elena[4] (épisode 13)
- Ryan Hansen (VF : Emmanuel Lemire) : Dr Michael Lancaster[5] (épisode 12)

## Épisodes

### Épisode 1:Le temps des décisions
- États-Unis : 4 octobre 2016 sur Hulu[6]
- Canada : 27 octobre 2016 sur Citytv[7]
- France : 19 mars 2018 sur Comédie+

### Épisode 2:La grève des infirmiers
- États-Unis : 11 octobre 2016 sur Hulu
- Canada : 3 novembre 2016 sur Citytv
- France : 19 mars 2018 sur Comédie+

### Épisode 3:Margaret Thatcher
- États-Unis : 18 octobre 2016 sur Hulu
- Canada : 10 novembre 2016 sur Citytv
- France : 19 mars 2018 sur Comédie+

### Épisode 4:Mindy Lahiri est misogyne
- États-Unis : 25 octobre 2016 sur Hulu
- Canada : 17 novembre 2016 sur Citytv
- France : 20 mars 2018 sur Comédie+

### Épisode 5:Miracle à New York
- États-Unis : 1er novembre 2016 sur Hulu
- Canada : 24 novembre 2016 sur Citytv
- France : 20 mars 2018 sur Comédie+

### Épisode 6:A la poursuite de mes rêves
- États-Unis : 8 novembre 2016 sur Hulu
- Canada : 1er décembre 2016 sur Citytv
- France : 20 mars 2018 sur Comédie+

### Épisode 7:Quand l'infirmière contre-attaque
- États-Unis : 15 novembre 2016 sur Hulu
- Canada : 8 décembre 2016 sur Citytv
- France : 21 mars 2018 sur Comédie+

### Épisode 8:Un jour sans fin
- États-Unis : 14 février 2017 sur Hulu[8]
- Canada : 16 février 2017 sur Citytv
- France : 21 mars 2018 sur Comédie+

### Épisode 9:La Bat Mitsvah
- États-Unis : 21 février 2017 sur Hulu
- Canada : 23 février 2017 sur Citytv
- France : 21 mars 2018 sur Comédie+

### Épisode 10:Débarrassez-moi de mon ex!
- États-Unis : 28 février 2017 sur Hulu
- Canada : 2 mars 2017 sur Citytv
- France : 22 mars 2018 sur Comédie+

### Épisode 11:Prem's
- États-Unis : 7 mars 2017 sur Hulu
- Canada : 9 mars 2017 sur Citytv
- France : 22 mars 2018 sur Comédie+

### Épisode 12:Le meilleur ami de Mindy
- États-Unis : 14 mars 2017 sur Hulu
- Canada : 16 mars 2017 sur Citytv
- France : 22 mars 2018 sur Comédie+

### Épisode 13:Une indienne en colère
- États-Unis : 21 mars 2017 sur Hulu
- Canada : 23 mars 2017 sur Citytv
- France : 23 mars 2018 sur Comédie+

### Épisode 14:Voulez-vous m'épouser
- États-Unis : 28 mars 2017 sur Hulu
- Canada : 30 mars 2017 sur Citytv
- France : 23 mars 2018 sur Comédie+